# Mauerkircherstraße
Die Mauerkircherstraße ist eine Innerortsstraße im Stadtbezirk 13 Bogenhausen von München.

## Verlauf
Die Straße zweigt knapp östlich der Max-Joseph-Brücke über die Isar in nordöstlicher Richtung von der Montgelasstraße ab und führt geradlinig parallel und in einigem Abstand zur Isar durch den Herzogpark. Nördlich der Rümelinstraße beschreibt sie einen Bogen nach Osten, überquert vor der Einmündung der Pernerkreppe den kleinen Brunnbach und führt das östliche Isarhochufer hinauf zur Oberföhringer Straße, an der sie endet.

## Öffentlicher Verkehr
Die Mauerkircherstraße wird von der vom Michaelibad kommenden Stadtbuslinie 187 befahren (Haltestellen Mauerkircherstraße – Übergang zur Straßenbahn –, Kufsteiner Platz, Poschingerstraße, Redwitzstraße, Gustav-Freytag-Straße, Gellertstraße, Rümelinstraße, Grüntal, Bürgerpark Oberföhring).

## Namensgeber
Die Straße ist nach Friedrich Mauerkircher (gest. 1485), Bischof von Passau und Kanzler des Landshuter Herzogs, benannt.

## Geschichte
Die Straße ist zusammen mit der Bebauung des Herzogparks als dessen Hauptachse durch die Terraingesellschaft Herzogpark entstanden, der ab 1904 auf dem weitläufigen Gelände, das zuvor zum Schloss Stepperg (München) gehörte, als großbürgerliches Wohnquartier errichtet wurde und nur über die Mauerkircherstraße zugänglich war, die am Kufsteiner Platz durch eine Schranke abgesperrt war. Das unter Denkmalschutz stehende Schrankenwärterhäuschen wird heute als Blumengeschäft genutzt. Die Fortführung der Straße bis zur Oberföhringer Straße und damit eine Zufahrtsmöglichkeit von Oberföhring wurde erst in den 1960er Jahren geschaffen. Bis zur Eingemeindung Oberföhrings im Jahr 1913 gehörte der Nordteil der Straße zu Oberföhring. In der Mauerkircherstraße wohnten (wie auch in anderen Straßen des Herzogsparks) zahlreiche prominente Persönlichkeiten (siehe bei den Baudenkmälern), weiter der Dirigent Hans Knappertsbusch (Nr. 76).

## Grünanlagen

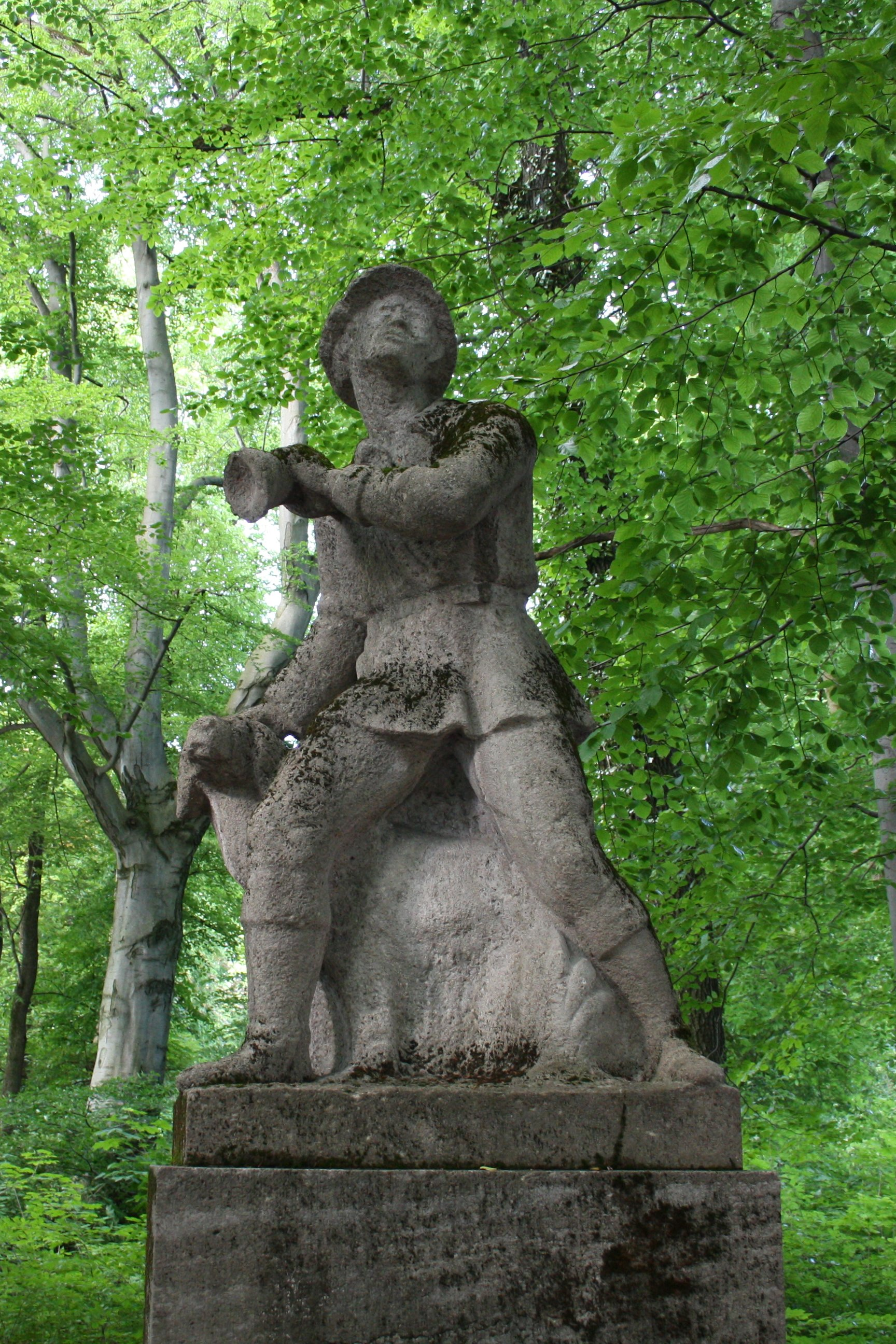
Plastik Jäger mit Hund in der Herzog-Albrecht-Anlage

- Herzog-Albrecht-Anlage, zwischen Mauerkircherstraße, Vilshofener Straße, Schönbergstraße und dem heutigen Isarring, mit der Plastik Jäger mit Hund des Bildhauers Ernst Moritz Fischer.

## Denkmalgeschützte Gebäude

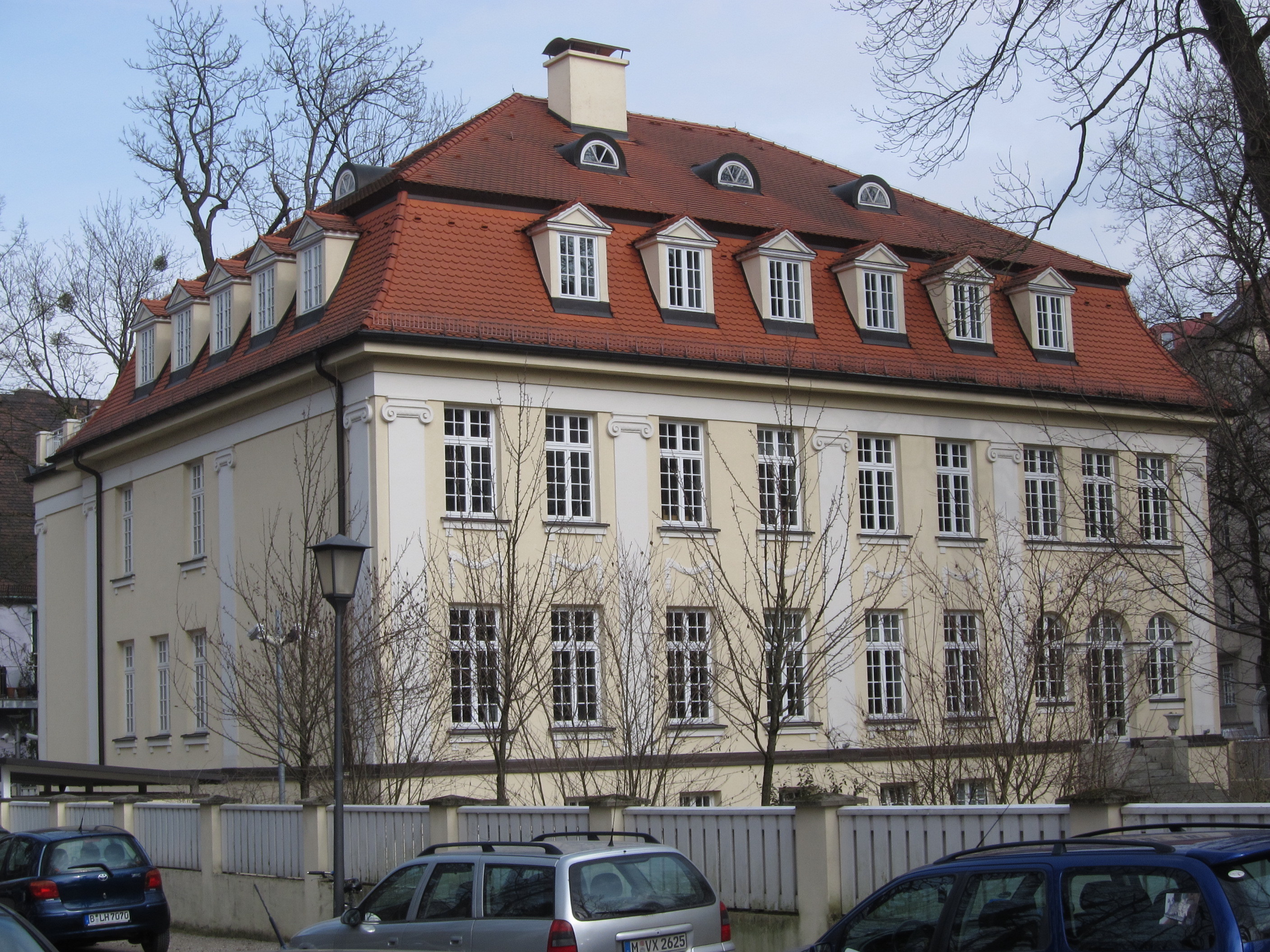
Mauerkircherstraße 1a

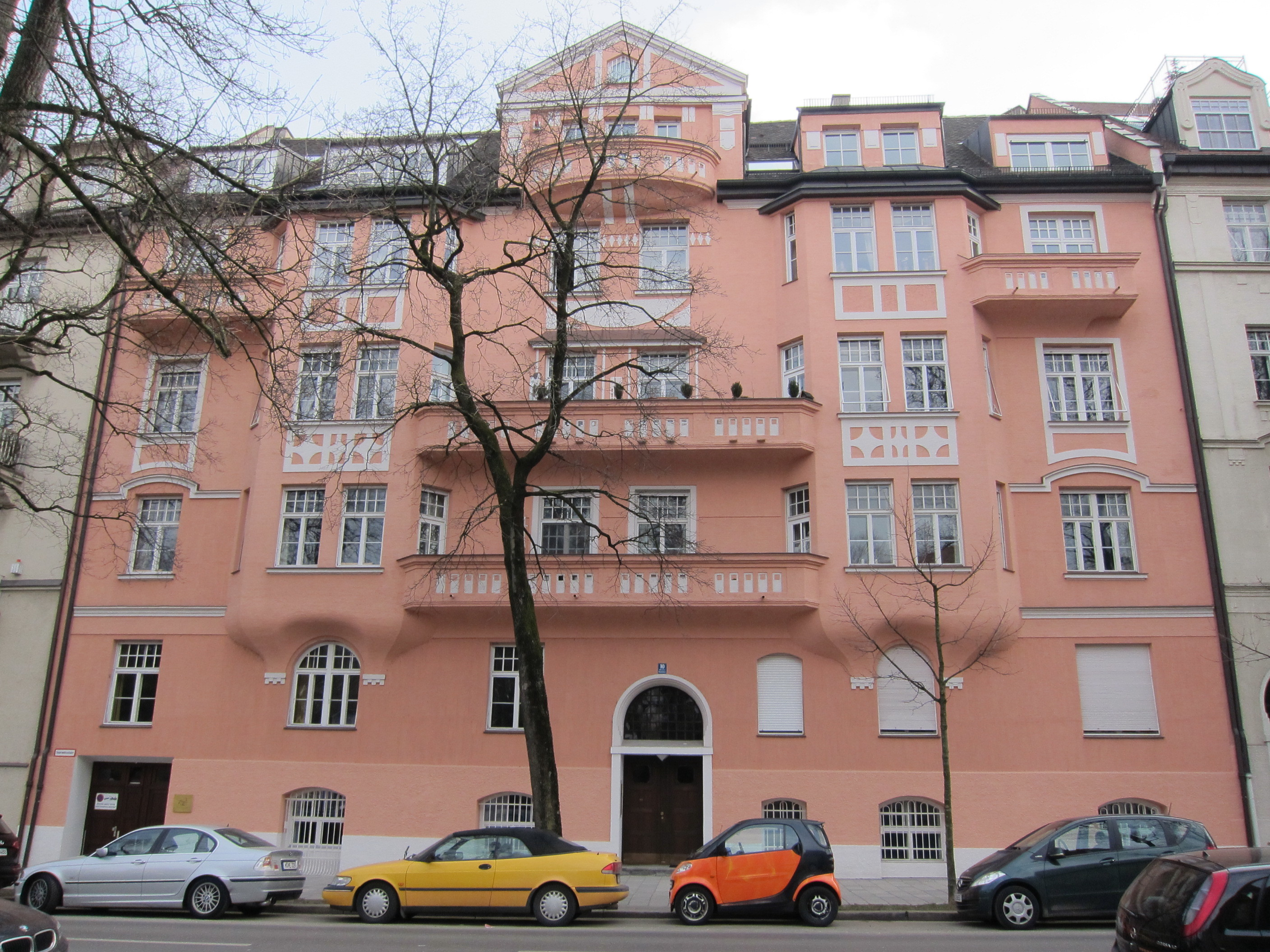
Mauerkircherstraße 10

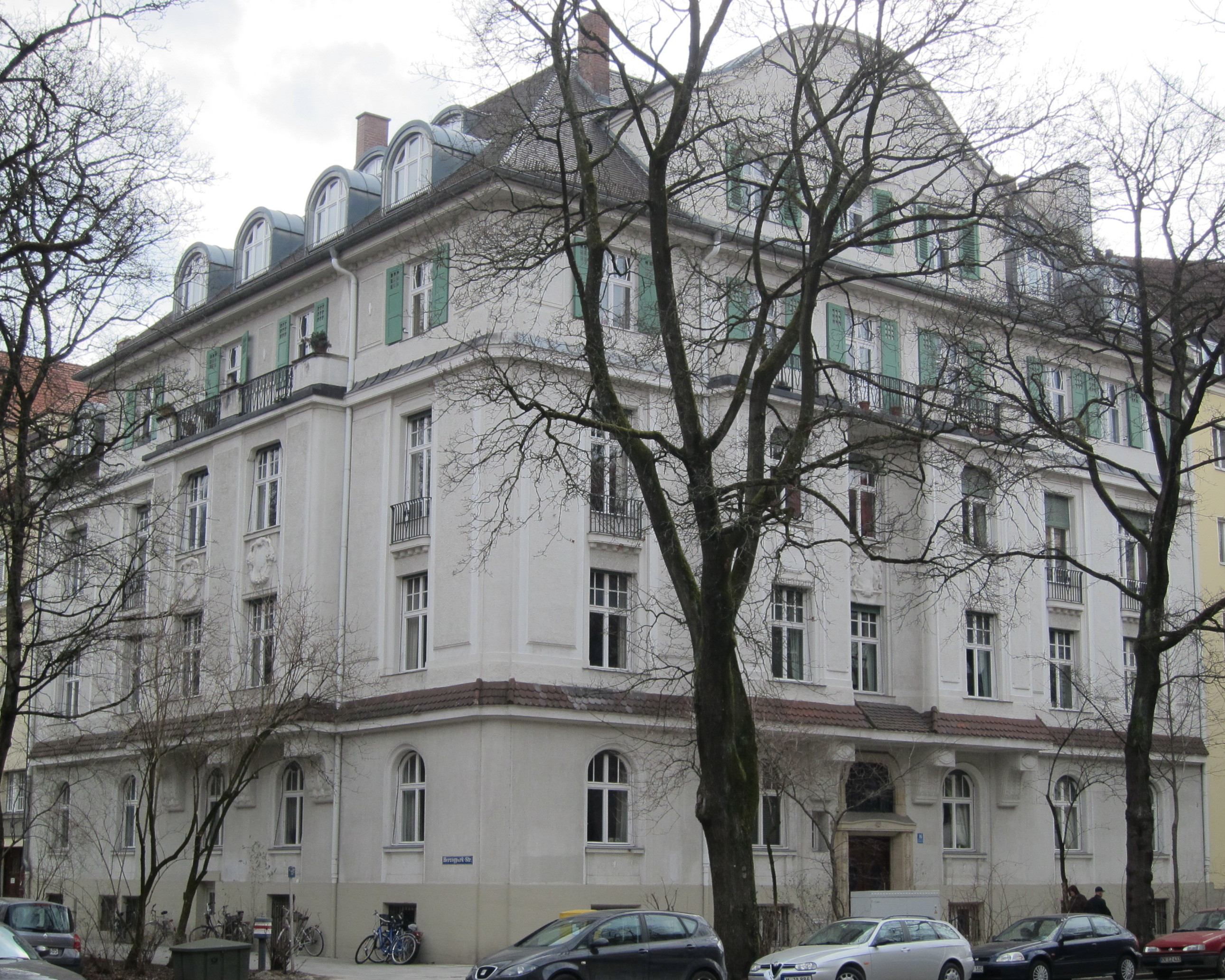
Mauerkircherstraße 16

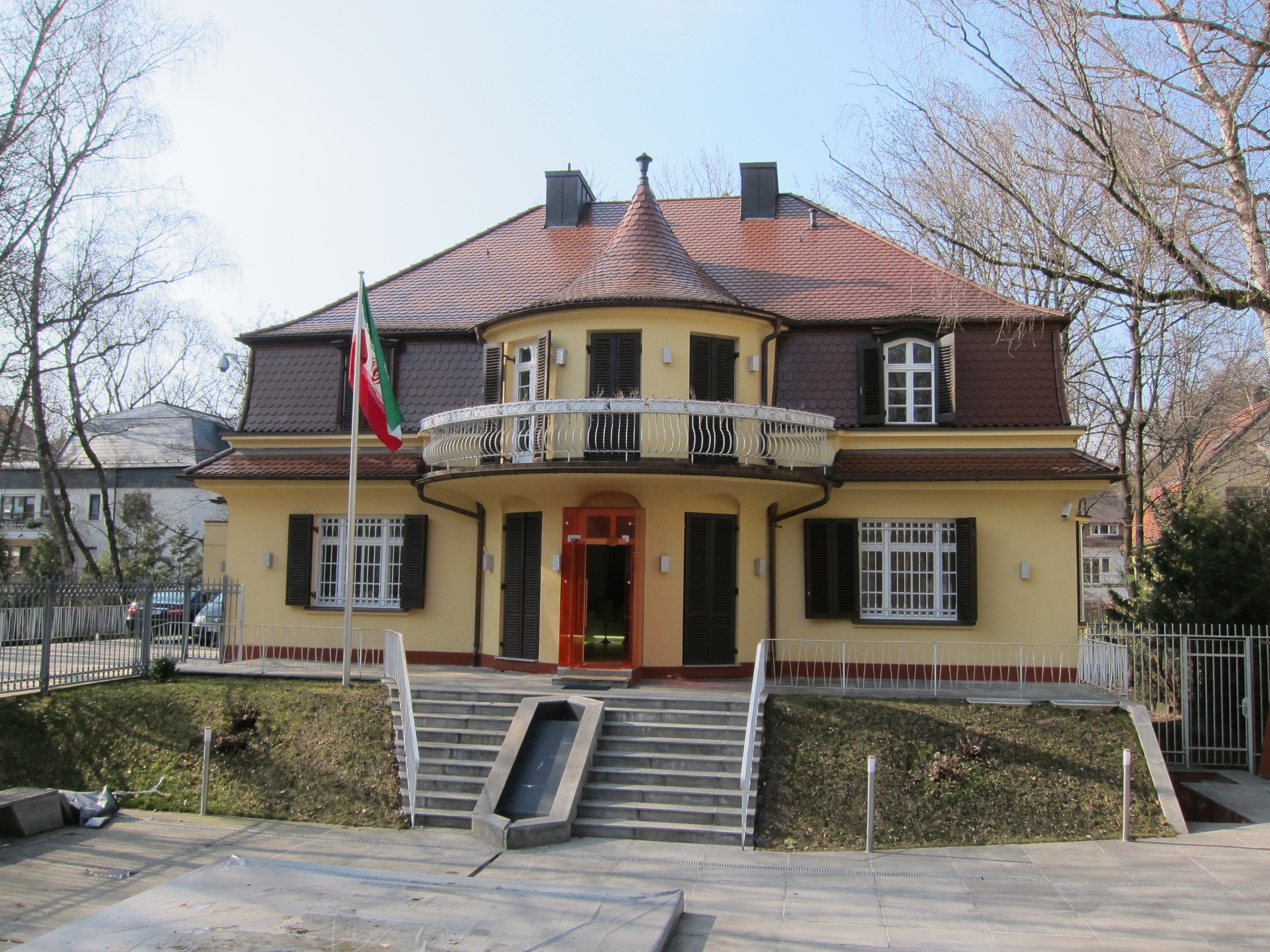
Iranisches Generalkonsulat

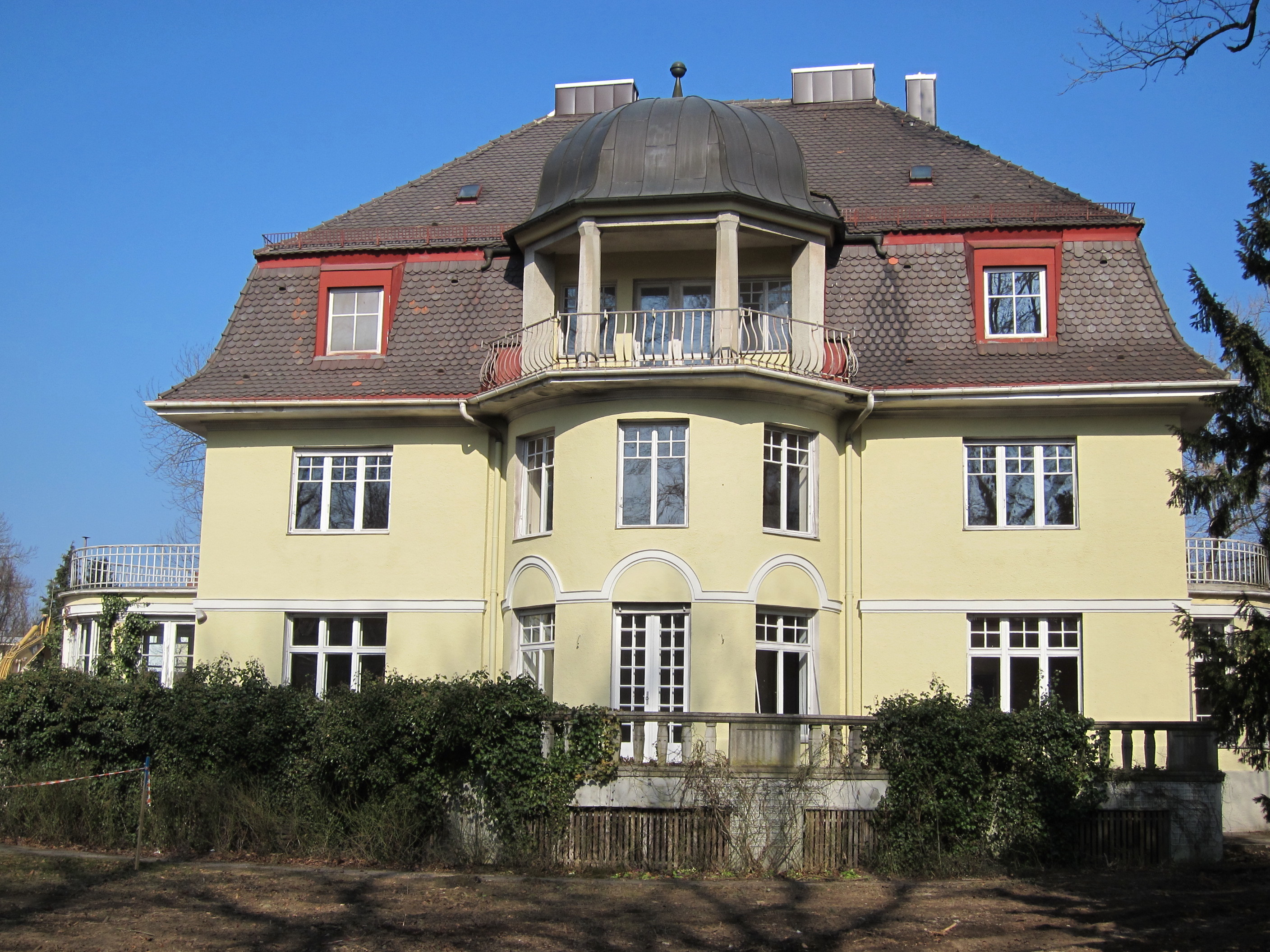
Mauerkircherstraße 79

- Mauerkircherstraße 1a: neoklassizistisches villenartiges Walmdachhaus, 1921/22 von Ludwig Grothe; seit Herbst 2018 Generalkonsulat von Ungarn
- Mauerkircherstraße 2: Eckhaus, barockisierender Jugendstil, mit Jagdszenen-Reliefs, bezeichnet 1906, von Max Langheinrich (ehemals Gasthaus St. Franziskus)[4]
- Mauerkircherstraße 3: Mietshaus, Jugendstil, 1910 von Max Neumann
- Mauerkircherstraße 4: Mietshaus, Jugendstil, mit reichem Putzdekor, um 1910
- Mauerkircherstraße 5: Mietshaus, Jugendstil, 1910 von Max Neumann (ehemals Sitz des Bayerischen Jugendrings)[5]
- Mauerkircherstraße 6: Mietshaus, Jugendstil, um 1910
- Mauerkircherstraße 7: Mietshaus, Jugendstil, 1908 von Max Neumann
- Mauerkircherstraße 8: Mietshaus, Jugendstil, reich gegliedert, 1909 von Franz Popp
- Mauerkircherstraße 9: Mietshaus, Jugendstil, um 1910
- Mauerkircherstraße 10: Mietshaus, Jugendstil, reich gegliedert, um 1909–10, von Max Neumann mit Tekturplänen von Franz Popp
- Mauerkircherstraße 11: Mietshaus, Jugendstil, um 1910
- Mauerkircherstraße 12: Mietshaus, Jugendstil, um 1910
- Mauerkircherstraße 13: Mietshaus, Jugendstil, 1910 von Max Neumann, mit Gedenktafel für Thomas Mann, der hier mit Familie von 1910 bis 1914 wohnte; Gedenkstele für Paula und Siegfried Jordan anstelle der wieder entfernten Stolpersteine; Wohnung von Moritz und Meta Wallach[6]
- Mauerkircherstraße 16: Mietshaus, Jugendstil, reich gegliederter Eckbau, 1910 von Eugen Drollinger, bildet eine Gruppe mit Herzogparkstraße 1, 2 und 3[7]
- Mauerkircherstraße 20: Mietshaus, Jugendstil, um 1910
- Mauerkircherstraße 22: Mietshaus, Jugendstil, um 1910
- Mauerkircherstraße 24: Mietshaus, Jugendstil, um 1910[8]
- Mauerkircherstraße 26: Mietshaus, Jugendstil, um 1910
- Mauerkircherstraße 28: Mietshaus, Jugendstil, um 1910
- Mauerkircherstraße 31: Verwaltungsgebäude, erbaut 1921 von Carl Jäger für die Mittlere Isar AG; neoklassizistisch, mit Säulenportal[9]
- Mauerkircherstraße 35: Villa, barockisierend, 1924 von Karl Stöhr
- Mauerkircherstraße 37: Villa, neobarock, Anfang 20. Jahrhundert, von Karl Stöhr
- Mauerkircherstraße 39: Villa, barockisierend, 1911 von Heilmann & Littmann; Wohnhaus von Gustav Waldau und Hertha von Hagen; mit Nr. 41 und 43 zu einem Block zusammengeschlossen (sog. Drillingshäuser, Architekt Paul Böhmer)[10]
- Mauerkircherstraße 40: Mietshaus, Eckbau im barockisierenden Jugendstil, um 1900
- Mauerkircherstraße 41: Villa (siehe Nr. 39)
- Mauerkircherstraße 43: Villa (siehe Nr. 39), bis 1933 Wohnhaus von Bruno Frank, bis 1922 von Bruno Walter[11]
- Mauerkircherstraße 45: Villa Oordt, neoklassizistisch, mit Stuckdekor, Anfang des 20. Jahrhunderts, von Eugen Drollinger[12]
- Mauerkircherstraße 46: Walmdachvilla, barockisierend, um 1910
- Mauerkircherstraße 48: malerische Villa (Villa Woerner), barockisierend, um 1910, von Carl Jäger (nach Kriegsschaden verändert)[13]
- Mauerkircherstraße 54: Villa mit Mansardsatteldach, um 1910
- Mauerkircherstraße 55: Villa, barockisierend, um 1910
- Mauerkircherstraße 59: Mansarddachvilla, barockisierend, um 1910; Generalkonsulat der Iranischen Republik[14]
- Mauerkircherstraße 67: herrenhausartige Villa, mit historischen Anklängen, aus dem ersten Viertel des 20. Jahrhunderts
- Mauerkircherstraße 70: Villa, neoklassizistisch, um 1920
- Mauerkircherstraße 71: Villa, historisierend, um 1910/20
- Mauerkircherstraße 73: Villa, historisierend, um 1910/20
- bei Mauerkircherstraße 73: Transformatorenhäuschen, historisierend, um 1910
- Mauerkircherstraße 78: Mansarddachvilla, neoklassizistisch, mit Säulenportal, um 1910/20
- Mauerkircherstraße 79: barockisierende Mansarddachvilla, ehemaliges Pius-Maria-Heim, um 1910[15][16]
- Mauerkircherstraße 87: Mansarddachvilla, barockisierend, um 1910/20 (mit Gartenmauer)
- bei Mauerkircherstraße 103: Transformatorenhäuschen, historisierend, um 1910

## Weitere Gebäude

### Wohnanlage Mauerkircherstraße 177–197
Die Anlage mit 100 Wohneinheiten in sieben Blöcken gegenüber dem Stauwehr Oberföhring wurde von 1978 bis 1980 errichtet (Entwurf: Herbert Kochta und Peter Buddeberg).

### Amerikanersiedlung Grüntal
Im Bereich Mauerkircher/Flemingstraße wurden ab 1954 Reihenhäuser errichtet, die zunächst für amerikanische Diplomaten bestimmt waren und zur Freigabe beschlagnahmter Wohnungen führen sollten. Da sich später herausstellte, dass für Diplomatenwohnungen kein so großer Bedarf bestand, wurden die Häuser an Armeeangehörige überlassen, bis 1992 aber vollständig geräumt.

## Gebäude in der Nähe
- Fährwarthaus Oberföhring (abgegangen), Rümelinstraße 1 (zuvor Pienzenauerstraße 201), von Martin Dülfer, nach Thomas Mann, Herr und Hund „eine Art Villa in zwergenhaften Ausmaßen, launisch und leicht gebaut“, in den 1960er Jahren abgebrochen.[20]
- ehem. Schrankenwärterhaus Kufsteiner Platz 5, später Blumengeschäft

## Brunnen und Plastiken

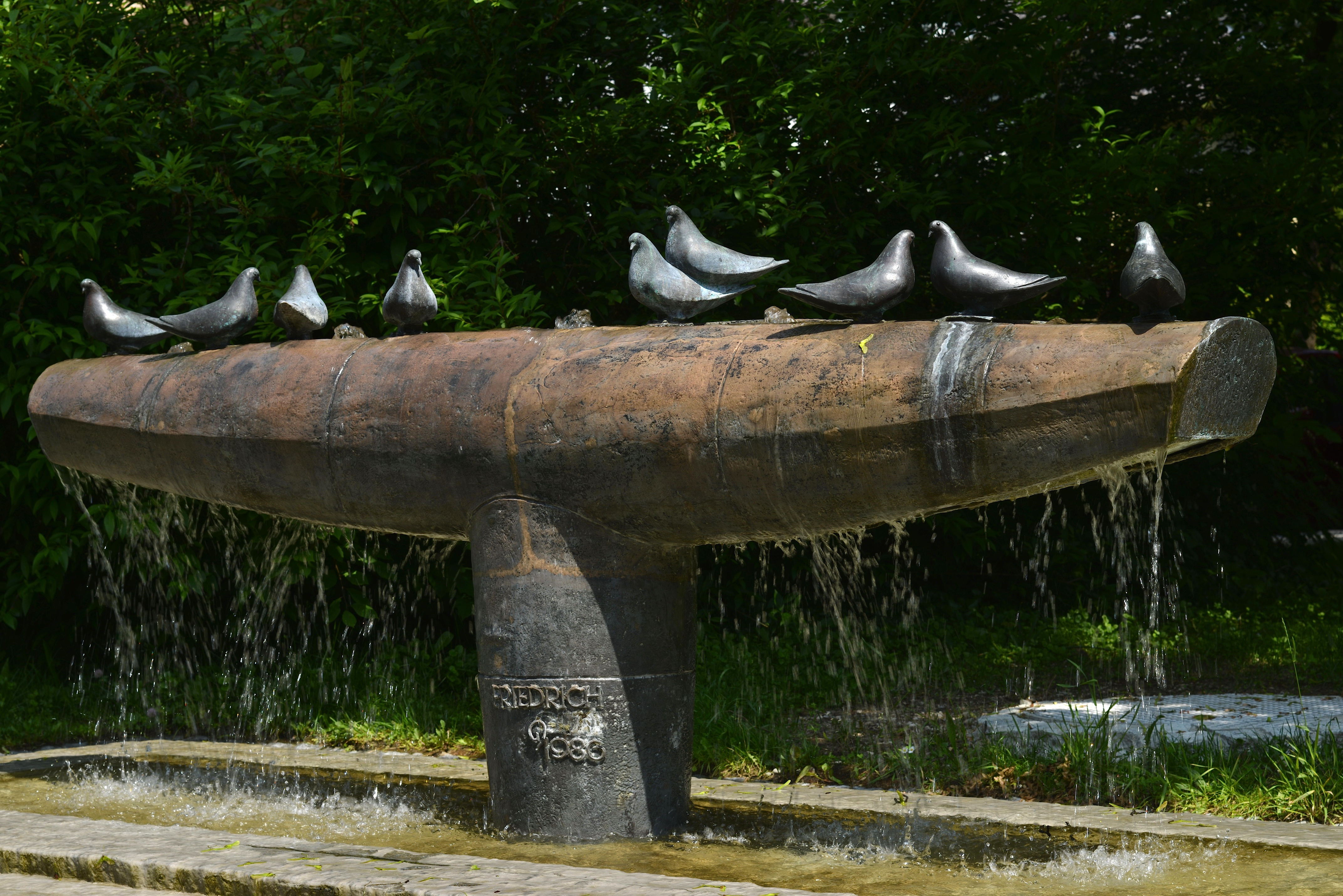
Taubenbrunnen

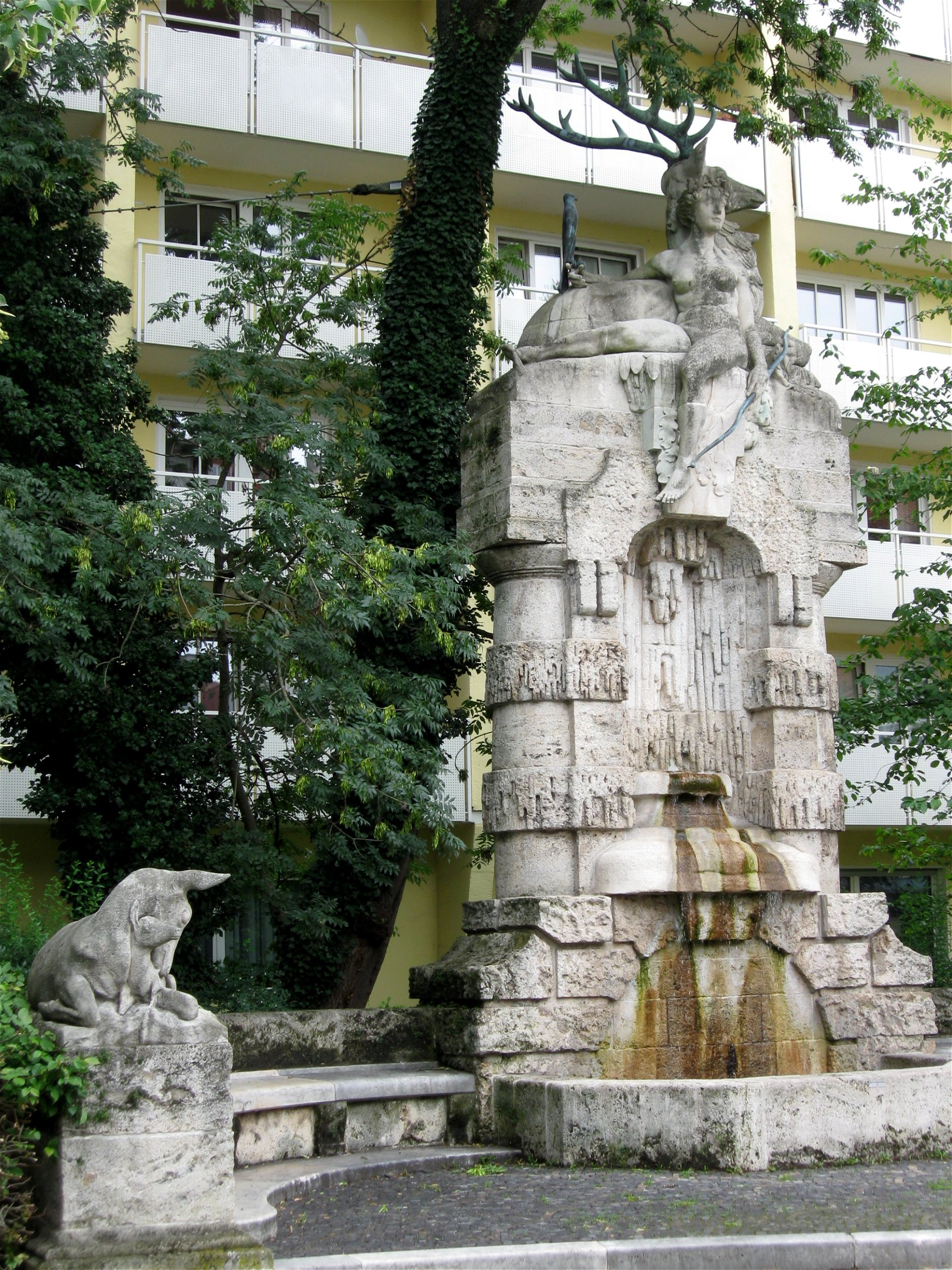
Dianabrunnen

- vor Nr. 168 Radschlagender Pfau von Rolf Nida-Rümelin[21]
- vor Nr. 171 Taubenbrunnen von Georg Brenninger[22]
- am Kufsteiner Platz: Dianabrunnen, barockisierende Anlage mit Figuren, 1908 von Matthias Gasteiger